# Allen Carpé
Allen Carpé (geboren 20. Dezember 1894 in Chicago; verschollen 1932 am Mount McKinley, Alaska) war ein US-amerikanischer Bergsteiger. Er nahm an den Erstbesteigungen mehrerer Berge teil, darunter der 5959 Meter hohe Mount Logan, höchster Berg Kanadas und der zweithöchste des nordamerikanischen Kontinents.
Carpé arbeitete als Elektroingenieur in der Forschung bei AT&T. 1925 nahm er an einer Expedition unter der Führung von Albert MacCarthy teil. Sie führte zum bislang unbestiegenen Mount Logan. Der höchste Berg Kanadas misst 5959 Meter und ist damit auch der zweithöchste seines Kontinents, also einer der Seven Second Summits. Weitere Expeditionsteilnehmer waren William Wasbrough Foster, Fred Lambart, Norman H. Read und Andrew Taylor. Sie erreichten den Gipfel am 23. Juni 1925.
Carpé nahm in der Folge an weiteren Expeditionen in der Eliaskette teil, darunter die Erstbesteigungen des Mount Bona 1930 gemeinsam mit Terris Moore und Andrew Taylor und des Mount Fairweather im Folgejahr erneut mit Terris Moore.
1932 verschwand er während einer Expedition am Mount McKinley. Dort wollte er gemeinsam mit Theodore Koven für Professor A. H. Compton von der University of Chicago kosmische Strahlung messen. Eine nachfolgende Expedition fand das Lager von Carpé und Koven verlassen und Koven erfroren in der Nähe. Es wird vermutet, dass Carpé in eine Gletscherspalte fiel. Sein Leichnam wurde nie gefunden. Carpé und Koven gelten als die ersten Opfer in der Besteigungsgeschichte des Mount McKinley.